# Aleijda Wolfsen
Aleijda Wolfsen (Zwolle, 22 oktober 1648 – aldaar, 25 augustus 1692) was een schilderes in de Gouden Eeuw.

## Biografie
Wolfsen werd geboren in de Grote Aa bij de Wal, als dochter van  Hendrik Wolfsen (1615-1684), onder meer burgemeester van Zwolle, en Aleijda Verwers. Ze was een leerlinge van Caspar Netscher, een vriend van haar familie. Haar biografie, geschreven door Jacob Campo Weyerman, betitelt haar als 'penseelprinses'. Ze trouwde met de plaatselijke burgervader Pieter Soury op 5 oktober 1667 in Rijswijk. Wolfsen stierf bij de geboorte van haar vijftiende kind dat samen met haar is begraven. Tien van haar kinderen overleefden haar.